# Арапско-персијско-грчко-српски уџбеник конверзације
Арапско-персијско-грчко-српски уџбеник конверзације је књига написана у 15. стољећу у Османком царству.

## Историјат
Дјело је настало на султановој Порти. Не постоји тачна година објављивања али се сматра да је уџбеник настао за вријеме и потребе султана Мехмеда Другог Освајача и његових синова.
У том историјском периоду османски функционери српског поријекла заузимају високе положаје у управи царства.
Књига се данас чува у Истанбулу.

## Концепт
Полазни текст уџбеника је на арапском језику. Иза сваког арапског ретка следи његов превод на персијски, грчки и српски језик. Комплетан текст написан је арапским писмом (Алхамијадо).
Уџбеник је конципиран у облику дијалога две особе, у којем се смјењују питања и одговори.
Текст уџбеника је подјељен по цијелинама као што су: трговина, обавезе дјеце према родитељима и васпитачима, студије Курана, посјета џамији, питања о поријеклу и занимању саговорника, вријеме, рад у винограду, рад на пољу.

## Садржане архаичне српске ријечи
- богобојник
- богострашник
- далекост
- даждан
- даждити
- говорац
- јестија
- јуха
- кто
- лагахно
- лажац
- лепост
- личник
- љубеница
- љубник
- многосмејац
- научитељ
- незнаник
- нитко
- оделати
- огојити
- ојутрити се
- оместити
- оснежити
- озорити
- полесан
- постник
- праздан
- премамитељ
- преварник
- примитељ
- проститељ
- работа
- седалиште
- слугати
- слушаник
- страшник
- сух
- удобрити се
- укривити
- уломити се
- умолити се
- уравнити
- уработати
- утамнити се
- увисочити се
- великост
- заборавњац
- злоговорник
- знаник